# Аттична складчастість

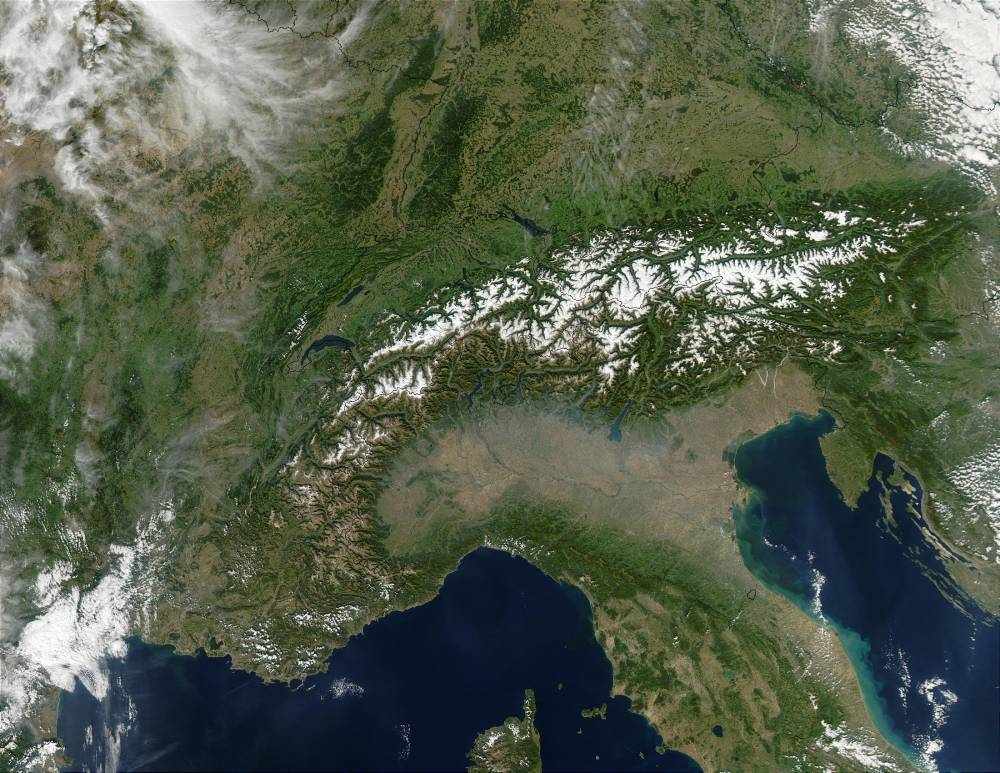
Альпи — знімок з космосу

Аттична складчастість — тектонічна фаза альпійської епохи складчастості, яка проявилася на межі міоцену та пліоцену і спричинила підновлення ларамійських геологічних структур.
Прояви аттичної складчастості у світі є у альпійських геосинклінальних структурах (Альпи, Піренеї, Крим, Кавказ та ін.). В Україні проявилася в Карпатах, Криму та Дніпровсько-Донецькому палеорифті.